# ژوزف وی گودمن
 ژوزف وی گودمن (انگلیسی: Joseph W. Goodman؛ زاده ) یک دانشمند اهل ایالات متحده آمریکا است.